# Morum lamarcki
Morum lamarcki är en snäckart som först beskrevs av Gérard Paul Deshayes 1844.  Morum lamarcki ingår i släktet Morum och familjen Harpidae. Inga underarter finns listade i Catalogue of Life.